# Musica (film)
Musica (Música) è un film del 2024 scritto, diretto e interpretato da Rudy Mancuso al suo debutto alla regia.

## Trama
A Newark nel New Jersey, Rudy è un giovane tormentato dalla musica che sente in continuazione nella sua testa. Il tutto mentre dovrà fronteggiare un futuro incerto e bilanciare famiglia, amore e cultura brasiliana.

## Produzione
Nell'aprile 2022 è stato annunciato che la commedia romantica Música era in produzione con un cast composto da Rudy Mancuso, Camila Mendes, J.B. Smoove e Francesca Reale.

## Promozione
Il primo trailer è stato diffuso il 5 marzo 2024.

## Distribuzione
Il film ha avuto la sua prima mondiale al South by Southwest il 13 marzo 2024, prima di essere distribuito su Prime Video il 4 aprile seguente.

## Accoglienza
L'aggregatore di recensioni Rotten Tomatoes riporta il 100% di recensioni positive, con un punteggio medio di 7,8 su 10 basato sul parere di nove critici.